# Västergötlands runinskrifter 71

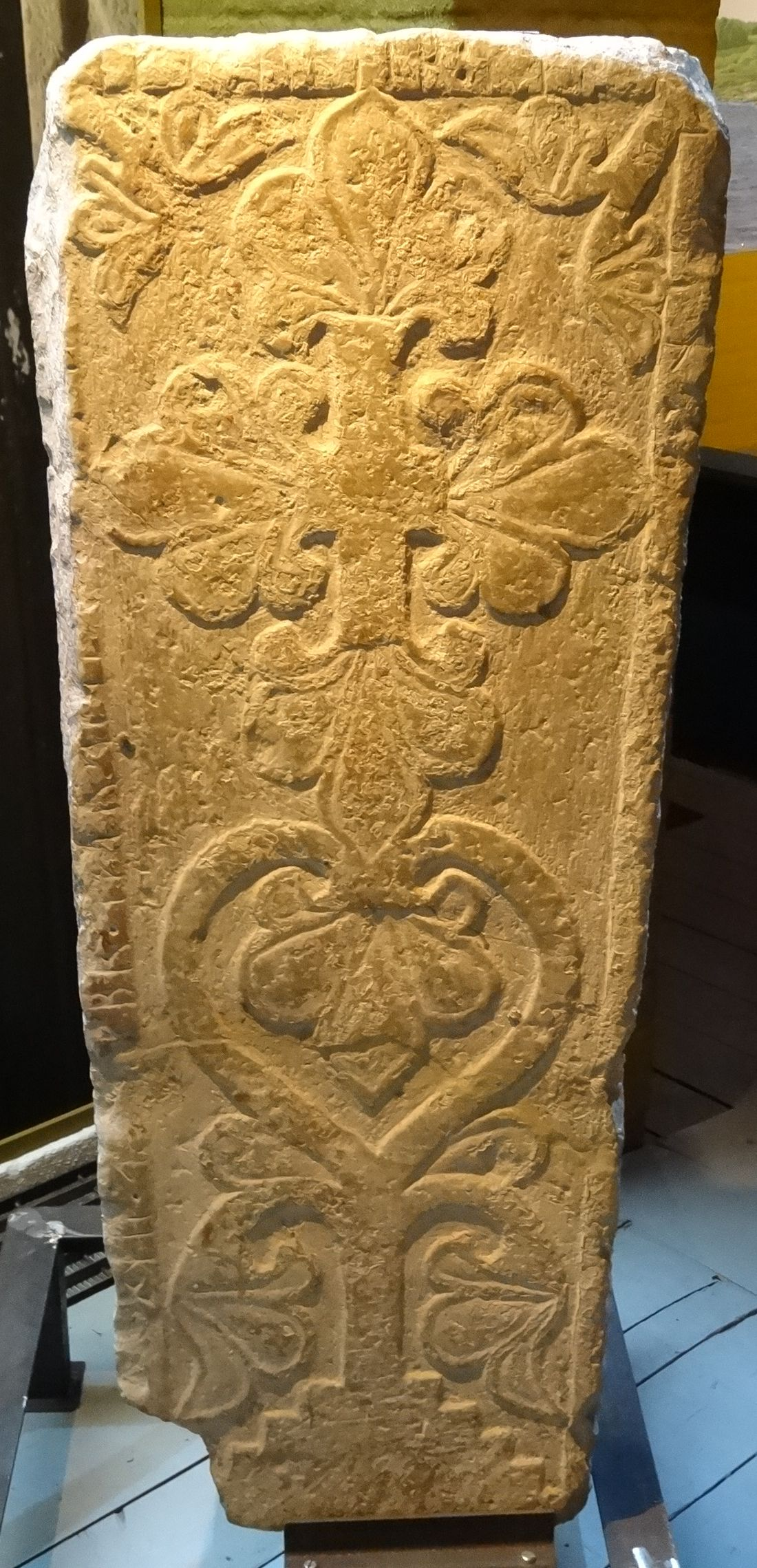
Västergötlands runinskrifter 71.

Västergötlands runinskrifter 71 är en medeltida runristad gravhäll av sandsten som tidigare funnits i Skara domkyrka, Skara och Skara kommun. Stenen är en liljesten, 1,23 gånger 0,41-0,52 meter stor och 0,18 meter tjock. På stenen finns ett livsträd med hjärtpalmett samt palmettkors. Runinskriften finns längs hela kantlisten. Stenen låg tidigare som golvsten i södra korgången i Skara domkyrka. Den finns nu på Västergötlands museum i Skara.

## Inskriften
Translitterering av runraden:
+ mi(k) : a ...kbr : i(f)(a)rs --- ...-(k)...n--r : (r)...n +
Normalisering till äldre fornsvenska:
Mik a ...kanpʀ(?) Ivars [sunn](?) ... ...
Översättning till nusvenska:
Mig äger ... -kamp(?) Ivarsson(?) ...